# اتین مولسان
اتین مولسان (انگلیسی: Étienne Mulsant; ۲ مارس ۱۷۹۷ – ۴ نوامبر ۱۸۸۰) دانشمند در زمینه حشره‌شناسی اهل فرانسه بود.